# Meussia
Meussia ist eine französische Gemeinde im Département Jura in der Region Bourgogne-Franche-Comté.

## Geographie
Meussia liegt auf 565 m, etwa 16 Kilometer nordwestlich der Stadt Saint-Claude (Luftlinie). Das Bauerndorf erstreckt sich im Jura, auf einem Hochplateau zwischen dem Taleinschnitt des Lac de Vouglans im Westen und den bewaldeten Ketten des Hochjuras im Osten.
Die Fläche des 13,64 km² großen Gemeindegebiets umfasst einen Abschnitt des französischen Juras. Der westliche Gemeindeteil wird vom Plateau östlich des Lac de Vouglans eingenommen, das im Mittel auf 560 m liegt. Nach Osten erstreckt sich das Gemeindeareal in das Einzugsgebiet der Cimante, eines linken Zuflusses des Ain. Das Quellgebiet der Cimante bildet einen Talkessel, in dem verschiedene kurze Bäche zusammenfließen. Dieser Kessel wird auf drei Seiten von den Höhen der Forêt de la Joux und der Fyète umgeben, deren Hänge zum Teil von Felsvorsprüngen markiert werden. Mit 875 m wird in der Forêt de la Joux die höchste Erhebung von Meussia erreicht. Das Gemeindegebiet ist Teil des Regionalen Naturparks Haut-Jura (frz.: Parc naturel régional du Haut-Jura).
Nachbargemeinden von Meussia sind Thoiria und Châtel-de-Joux im Norden, Étival im Osten, Moirans-en-Montagne, Crenans und Charchilla im Süden sowie Maisod und Coyron im Westen.

## Geschichte
Das Gemeindegebiet von Meussia war bereits zur gallorömischen Zeit besiedelt. Erstmals urkundlich erwähnt wird der Ort im 9. Jahrhundert unter dem Namen Musciacum. Im Mittelalter bildete Meussia eine eigene, von der Baronie von Moirans unabhängige Kastlanei. Das Schloss wurde 1637 von französischen Truppen zerstört. Zusammen mit der Franche-Comté gelangte Meussia mit dem Frieden von Nimwegen 1678 an Frankreich.

## Sehenswürdigkeiten

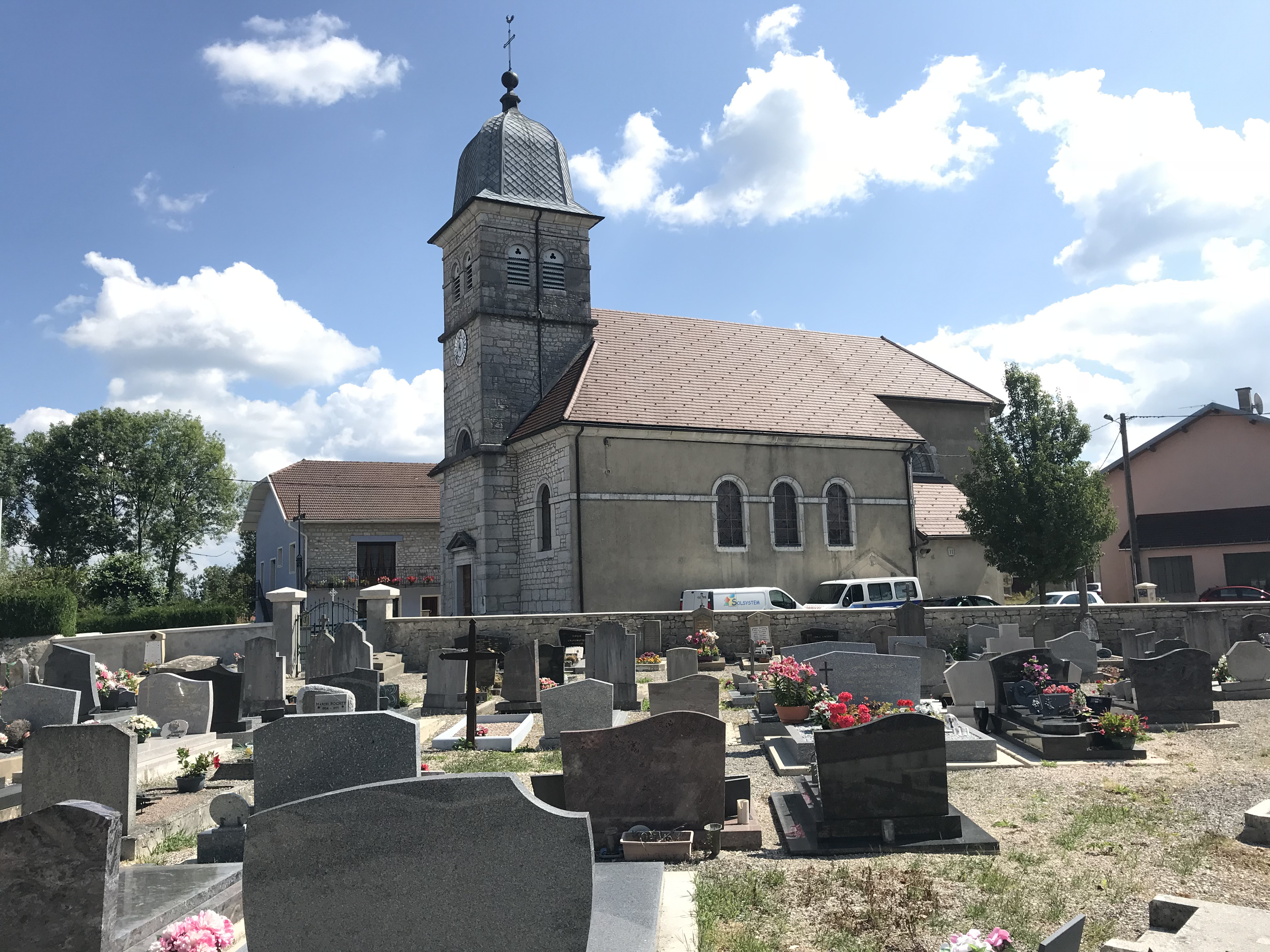
Kirche Mariä Himmelfahrt

Die heutige Dorfkirche Mariä Himmelfahrt in Meussia wurde im 19. Jahrhundert errichtet. Zu den Natursehenswürdigkeiten zählt der Saut-Girard, ein Wasserfall der Cimante.

## Bevölkerung
| Jahr                       | 1962 | 1968 | 1975 | 1982 | 1990 | 1999 | 2006 | 2018 |
| Einwohner                  | 250  | 302  | 391  | 417  | 393  | 382  | 385  | 423  |
| Quellen: Cassini und INSEE |      |      |      |      |      |      |      |      |

Mit 439 Einwohnern (Stand 1. Januar 2022) gehört Meussia zu den kleinen Gemeinden des Départements Jura. Nachdem die Einwohnerzahl in der ersten Hälfte des 20. Jahrhunderts stets im Bereich von ungefähr 240 Personen gelegen hatte, wurde während der 1970er-Jahre eine deutliche Bevölkerungszunahme verzeichnet. Seither ist die Einwohnerzahl wieder leicht rückläufig.

## Wirtschaft und Infrastruktur
Meussia war bis weit ins 20. Jahrhundert hinein ein vorwiegend durch die Landwirtschaft geprägtes Dorf. Daneben gibt es heute einige Betriebe des Klein- und Mittelgewerbes, unter anderem ein Unternehmen der Kunststoffverarbeitung. Mittlerweile hat sich das Dorf auch zu einer Wohngemeinde gewandelt. Viele Erwerbstätige sind Wegpendler, die in den größeren Ortschaften der Umgebung ihrer Arbeit nachgehen.
Die Ortschaft ist verkehrstechnisch gut erschlossen. Sie liegt nahe der Hauptstraße D470, die von Lons-le-Saunier nach Saint-Claude führt. Weitere Straßenverbindungen bestehen mit Clairvaux-les-Lacs und Étival.